# Fender Custom Shop
Fender Custom Shop je izdvojeni pogon matične Fender Musical Instruments kuće smješten unutar njihovog kompleksa sa sjedištem u Coroni, u Kaliforniji.
Ovaj pogon prvenstveno postoji da bi se natjecao s manjim tvrtkama i samostalnim proizvođačima (graditeljima instrumenata). Zbog toga mnogi modeli kao npr., replicirani vintage modeli, ili Fender Relic serija nastali su u Custom Shop pogonu, dok su neki modeli modificirani ili samo popravljani. Fender Custom Shop je ustrojen tako da u svom pogonu proizvodi posebno naručene modele gitara koje odmah kroz Custom Shop i distribuira kupcima. Zatim, uspješno dizajnira i proizvodi u ograničenom izdanju razne modele pojačala, "potpisane modele" gitara, a naravno vrši i istraživanja, i dizajn, za potrebe matične kuće.

## Povijest
Gotovo punih 20 godina Fender je bio u vlasništvu CBS korporacije (1965. – 1984.), i u tome periodu način i politika vođenja firme nije imala sluha (znanja) da prati trend i potrebe tržišta, što je dovelo do drastičnog pada tržišne dobiti i kvalitete proizvodnje. Sve te negativne okolnosti poslovanja automatski su dovele do izostanka interesa suradnje kod mnogih partnera, što je 1984. godine potaknulo korporaciju CBS da proda posrnuli Fender grupi investitora na čelu s Bill Schultzom kao predsjednikom uprave. Pod novom upravom, novim imenom "Fender Musical Instruments" pokrenuta je i nova proizvodnja.
 Nedugo potom osnovan je 1987. godine i Custom Shop koji je bio pod izričitim Shultzovim nadzorom. Prvi radnici u pogonu bila su samo dva majstora: John Page i Michael Stevenspod, osposobljeni za rad na Haas VF4 CNC stroju (prepravljenom za drvo-obradu, kapaciteta tri ili četiri tijela i vrata gitare u jednoj fazi obrade).
 Osnovna namjera Fender Custom Shop-a bila je proizvodnja glazbenih instrumenata u tradiciji kvalitete (kakva je bila izostala pod vodstvom korporacije CBS), a kakvu je predstavljao Leo Fender i njegov stručni tim s radnim osobljem u matičnom objektu u Fullertonu, u Kaliforniji. Uspjeh u poslovanju proširio je 1991. godine otvaranjem Fender Custom Shop Amp (pojačala) pogona, koji je smješten u matičnom fenderovom sjedištu Scottsdale u Arizoni. Sedam godina kasnije cijela američka Fender proizvodna linija, R & D menadžment (odjel istraživanja i razvoja), kao i pogon Custom Shop-a preselio se na današnju lokaciju u Coroni.
 Trenutno Custom Shop zapošljava 50tak obrtnika i proizvodi prilagođene individualne projekte, ali i limitirane CNC automatizirane proizvodne skale.

## Službeno osoblje
- Michael Stevens (osnivač i vlasnik Stevens Guitars)
- T. Buyer
- John Page (osnivač i predsjednik uprave John Page Guitars)
- John Grunder (prodajam marketing i odnosi s kupcima)
- Mark Kendrick
- George Blanda (Electric Guitar R&D - glavni inženjer i projektant)
- Kenny Gin
- Duane Boulanger
- Mike Bump
- Larry L. Brooks (dizajnirao i proizveo za Kurt Cobaina Jag-Stang model gitaru. Osnivač i vlasnik Brooks Guitars, 1981-present)
- Art Esparza
- Steve Boulanger
- Ronee Pena
- Mike Eldred (prodaja, direktor marketinga)
- Yasuhiko Iwanade (aktualni predsjednik tvrtke Gibson Japan)
- John English (1950. – 2007.)
- Scott Buehl
- John Suhr (osnivač i vlasnik u JS Technologies Inc., 1987. godine radio u suradnji s Rudy Pensa na modelima Pensa-Suhr MK signature models za britanskog rock pjevača Mark Knopflera)
- Kenny Gin
- Jason Davis
- Dave Nichols
- Fred Stuart
- Gene Baker (osnivač Baker Guitars, odgovoran za stil modela gitara Superstrat i Showmaster series proizvedene od 1998. do 2009. godine
- Alan Hamel
- Richard Siarto
- Dale Wilson
- Ralph Esposito
- Jay W. Black
- Jay Madore
- Yuriy Shishkov
- Louis Salgado
- Greg Fessler
- Jason Smith (sin od Dan Smitha, i jedan od zaposlenika koji su 1985. godine kupili Fender tvrtku od CBS korporacije)
- Todd Krause
- George Amicay
- Dru WhiteFeather
- Chris W. Fleming
- Dennis Galuszka
- John Cruz
- Alex Perez
- Stephen Stern
- Paul Waller
- Scott Grant  (nadglednik proizvodnje)

## Istaknuti proizvodi
Fender Custom Shop proizveo je u ograničenom broju veliku paletu glazbenih i srodnih instrumenata, ali uvijek je nastojao održati svoju prvobitnu misiju da bude poveznica i zadovolji u cjelini idejne zamisli glazbenika, ali da se i uklopi u već uhodani stil dizajna i idejne inovacije velikih tvrtki poput matičnog Fendera. Custom shop ne proizvodi standardne linije i serije instrumenta za široku upotrebu, nego je vrlo rano uložio napor da bi uspješno dizajnirao izdvojene modele, i ograničene serije, tako "elastično" prilagođene da potpuno zadovolje potrebe glazbenika kao umjetnika. Primjer tomu je ručno izrađeni Tweed Twin model pojačala od strane John Suhra za potrebe Eric Claptona, a nešto kasnije i za Marka Knopflera i B. B. Kinga. Model Jag-Stang koji se kasnije proizvodio i u Fender Japanu za svoje potrebe u dizajniranju i proizvodnji pomogao je Kurt Cobain. Američki gitarist Danny Gatton također za svoje potrebe pomogao je u dizajniranju modela gitare Telecaster.

Proizvodi Custom Shopa nastali su kao rezultat suradnje dizajnera i glazbenika, a čiji instrumenti (gotovo po praksi su ručni radovi) u javnosti predstavljaju i svojevrsno umjetničko djelo. Dok su neki modeli tako dizajnirani da predstavljaju vjernu kopiju izvornog modela (uključujući logo, stupanj starosti i općeniti vizualni izgled), kao u primjeru za rock gitaristu Jeff Beck Tribute Esquire,  za Jaco Pastoriusa Jazz Bass model gitare bez pragova, kao i repliku modela Stratocaster za američkog blues glazbenika i kantautora Stevie Ray Vaughana. Svi ovi modeli rađeni su manji dio u proizvodnoj liniji, a većim dijelom studiozno, i ručno pod nadzorom privatne obrtničke tvrtke. Instrumenti su dizajnirani i proizvedeni tako da vjerno prikažu izvorni model, i stoga su dostupni u ograničenom broju. Da bi se razlikovali od ostalih linija Fender je ovakve modele svrstao u 'Pojedinačne' radove, ili modele 'Grupne-timske' izrade. Obje grupe na tržištu pripadaju u najviši cjenovni razred.

Custom Shop proizvodi modele za izričite potrebe pojedinca, (unatoč ograničenom broju) često nakon izvjesnog vremena ti modeli budu dostupni i širem tržištu, nekad više nego standardne linije. Tako se može u linijama Custom Klasika pronaći 'high-end' modeli poput Showmaster gitare i rijetkih modela Ritam mašine. Ovo su samo neki glazbenici za koje je Custom Shop dizajnirao i proizveo potpisane modele gitara: Eric Clapton, David Gilmour, Albert Collins, Jeff Beck, Merle Haggard i John 5 najpoznatiji kao gitarista američkog rock sastava Marilyn Manson.

Poneki modeli kao već spomenuti Jag-Stang, ili Venus model, koje koristi američka rock glazbenica Courtney Love nije dizajnirao i proizveo matični Fender pogon nego njegov dalekoistočni Squier ogranak u Japanu. Za razliku od modela proizvedenih u Fenderu ovi modeli (također su prisutni i u Custom Shopu u SAD-u) proizvedeni su u brojčano malim i ograničenim količinama. Unatoč kvaliteti po uzoru na Fender modele, ovi modeli dostupni su po puno manjoj cijeni.

Fenderove replike poznatih modela instrumenata koriste na raznim manifestacijama i turnirima mnogi poznati glazbenici što je u kasnim '90im bio povod za uvod Fender Relic serije. Ideja je došla od Keith Richardsa gitariste britanske rock skupine The Rolling Stones kada je uočio problem i izjavio da neke replike iz Custom Shopa ne izgledaju "dovoljno staro" kako bi trebalo po izvornom modelu, nego da su upravo "novijeg" izgleda. Izjava Keitha imala je posebnu težinu jer je rečena u prisutnosti Cunetto Vincea i Jay W. Blacka, dvojice ključnih ljudi iz pogona Custom Shopa od njegovog samog početka.

Inače, modeli Cunetto gitare postali su poznati po visokoj kvaliteti i umijeću izrade te stoga u Custom Shopu opravdano zauzimaju mjesto relikvije.

Dizajn ovakvih modela u izradi teži ka savršenom repliciranju instrumenta, kako u smislu ugrađenih dijelova tako i u besprijekornom dizajnu. Fender klasira i ocjenjuje modele Relic serije po stupnju oštećenja (od malo, do teško oštećeno), a replicira se gotovo pa sve: metalni dijelovi i oprema, do ogrebotina i drugih oštećenja. Zastupljenost je u tolikoj mjeri da se mogu pronaći instrumenti i od 40 - 50 godina starosti. U tom pravcu predstavljena je replika linije "NOS" (nove,stare zalihe) i "Zaboravljeni Klasici" koja preferira dizajn i uporabu ispravnih dijelova ali ne i repliku trošenja, oštećenja ili starenja instrumenta.

Odnedavno Fender Custom Shop ulaže vrijeme i sredstva da proizvede ograničene umjetničke serije "Potpisanih" modela gitara i bas-gitara. Razlog tomu je utvrđena činjenica na godišnjoj NAMM glazbenoj konferenciji u Anaheimu, u Kaliforniji, (jedna od najvećih izložbi glazbene opreme na svijetu) da ovakvi instrumenti dizajnirani i proizvdeni u čast na nečije sjećanje (kao dizajn Ford Mustang automobila), u praksi najčešće završe svoj put na policama strastvenih kolekcionara. Mnoge ovakve umjetnine svojim postojanjem proširile su povijesnu inovaciju Custom Shop-a, koja se temeljila na prilagođenim bojama i tradicionalnom dizajnu koji ne moraju težiti potpunoj jednakosti izvornom primjerku. Umjetniku koji stvara "Potpisani" instrument ovim je pružena "umjetnička sloboda" i mogućnost da dokaže svoju punu profesionalnost u radu. Fender Custom Shop kakav danas poznajemo, jeste upravo takav kako ga je zamislio i Leo Fender.

Proizvodna linija Fender Custom Shop Amp (pojačala) je podgrana Custom Shopa koja je tijekom svog postojanja u ograničenom broju proizvela nekoliko modela pojačala: Fender Prosonic, Tone-Master, Fender Two-Tone i Tweed Reissue Twin Reverb.

## Vanjske poveznice
- "Fender Custom Shop - službena stranica"
- "Fender - povijest"